# SCGB3A2
SCGB3A2‏ (Secretoglobin family 3A member 2) هوَ بروتين يُشَفر بواسطة جين SCGB3A2 في الإنسان.